# Satama-Sokoura
Satama-Sokoura  è una città, sottoprefettura e comune della Costa d'Avorio, situata nel dipartimento di Dabakala. Conta una popolazione di 11 603 abitanti (censimento 2014).